# Xicohtzinco
Xicohtzinco es una localidad del estado mexicano de Tlaxcala. Es cabecera del municipio de Xicohtzinco.

## Demografía
| Censo | Población |
| ----- | --------- |
| 1900  | 1 757     |
| 1910  | 1 898     |
| 1921  | 2 056     |
| 1930  | 2 318     |
| 1940  | 2 479     |
| 1950  | 3 275     |
| 1960  | 4 060     |
| 1970  | 5 202     |
| 1980  | 7 673     |
| 1990  | 8 563     |
| 1995  | 9 485     |
| 2000  | 10 226    |
| 2005  | 10 732    |
| 2010  | 12 255    |
| 2020  | 14 197    |